# Діпіньяно
Діпіньяно (італ. Dipignano, сиц. Dipignanu) — муніципалітет в Італії, у регіоні Калабрія,  провінція Козенца.
Діпіньяно розташоване на відстані близько 440 км на південний схід від Рима, 50 км на північний захід від Катандзаро, 8 км на південь від Козенци.
Населення — 4397 осіб (2014).
Щорічний фестиваль відбувається 6 грудня. Покровитель — святий Миколай.

## Демографія
Населення за роками:

Станом на 1 січня 2023 року в муніципалітеті офіційно проживало 111 іноземців з 17 країн, серед них 51 громадянин країн Євросоюзу та 3 громадяни України.

## Сусідні муніципалітети
- Каролеї
- Козенца
- Доманіко
- Мендічино
- Патерно-Калабро